# أحمد شاكر الآلوسي
أحمد شاكر بن الشيخ أبو الثناء محمود الآلوسي، وكان مدرسا في مدارس بغداد ثم عين قاضيا وهو من علماء وفقهاء بغداد، وكانت لهُ مجالس في مساجد بغداد للوعظ والإرشاد.

## ولادته ونشأته
ولد في بغداد يوم السبت 19 صفر 1264 هـ /26 كانون الثاني 1848م، وهو أصغر أبناء الشيخ أبو الثناء الآلوسي وتوفي والده وهو بعمر ستة سنوات، وقرأ علوم اللغة العربية والفقه الإسلامي على يد إخوته وعلماء عصره، وكان شديد الذكاء وقوي الحافظة وجلس للوعظ في مساجد بغداد لما بلغ العشرين من عمره، وأتقن اللغة التركية إلى جانب لغته العربية، ثم سافر إلى بلاد الشام وبعدها إلى إسطنبول وبلاد أوروبا مع أخيه عبد الباقي. ومن أولادهِ محمد درويش الآلوسي.
وكان الشيخ أحمد شاكر خطاطا بارزا أخذ إجازة الخط من والدهِ أبو الثناء الآلوسي في صغره، وتخصص بخط النسخ على قاعدة خط النستعليق، ومن آثارهِ الخطية مجموعتهُ الكبرى المحفوظة لدى حفيده هاشم الآلوسي.

## المناصب التي تولاها
عُيِّن الشيخ أحمد شاكر الآلوسي في عدة مناصب ومنها مدرساً في مدرسة السيد سلطان علي ثم عرف واشتهر أمره ونال المراتب العليا في الدولة العثمانية، وولي منصب القضاء في مدينتي بغداد وكربلاء وغيرهما من مدن العراق، ثم عُيِّن عضوا في مجلس الإدارة وبعض المحاكم العدلية. ثم سافر إلى إسطنبول للمرة الثانية في عام 1305 هـ، وعينه السلطان عضواً في مجلس معارف إسطنبول، وبقي هناك حتى وفاته عام 1330هـ/ 1911م.

## وفاته
توفي في مدينة إسطنبول عام 1330هـ/ 1911م، عن عمر ناهز 63 عاما.